# Tour of Chongming Island World Cup 2013
Cet article concerne l'épreuve de Coupe du monde. Pour la course par étapes, voir Tour de l'île de Chongming 2013.
La 4e édition de la Tour of Chongming Island World Cup (littéralement Coupe du monde du Tour de l'île de Chongming) a lieu le 12 mai 2013. C'est la cinquième épreuve de la Coupe du monde de cyclisme sur route féminine 2013. Elle est remportée par l'Ukrainienne Tetyana Riabchenko.

## Équipes
| Équipes féminines professionnelles (13)- Argos-Shimano - BePink - Boels Dolmans - China Chongming-Giant - Chirio Forno d'Asolo - Faren-Kuota - Hitec Products - MCipollini-Giordana - Orica-AIS - RusVelo - Squadra Scappatella - Tibco-To the Top - Wiggle Honda Équipes nationales (5)- Corée du Sud - France - Hong Kong - Indonésie - Thaïlande |
| |

## Parcours
La course s'élance du Shanghai Oriental Sports Center et parcours de larges routes droites. Les virages sont à angle droit. Au départ le parcours suit la Middle Ring Road, puis la Huaxia Elevated Road et la G1501 Shanghai Ring Expressway, avant de passer le pont de Chongming long de 10 km pour traverser le Yangzi Jiang. À partir de ce point, la course sillonne les routes de l'île de Chongming. Le parcours est parfaitement plat.

## Récit de la course
Marta Tagliaferro gagne le premier sprint intermédiaire. Au kilomètre quarante, Jamie Wong et You Ri Kim attaquent en début d'épreuve mais son reprise sur le pont de Chongming. Valentina Scandolara remporte le prix de la montagne. Aude Biannic attaque en solitaire. Elle reste en tête pendant vingt-deux kilomètres avec une avance maximale de quarante secondes avant de se faire reprendre. À quinze kilomètres de l'arrivée, Tetyana Riabchenko sort seule. Le peloton ne réagit pas tout de suite et se fait piéger. Elle s'impose à sa propre surprise. Le peloton est réglé par Giorgia Bronzini.

## Classements

### Classement final
| \| Classement général \| Classement général \| Classement général \| Classement général \| Classement général \| \| Coureuse \| Coureuse \| Pays \| Équipe \| Temps \| \| ------------------ \| ------------------ \| ------------------ \| ---------------------- \| ------------------ \| \| 1re \| Tetyana Riabchenko \| Ukraine \| Chirio Forno d'Asolo \| 3 h 04 min 17 s \| \| 2e \| Giorgia Bronzini \| Italie \| Wiggle Honda \| + 12 s \| \| 3e \| Amy Pieters \| Pays-Bas \| Skil-Argos \| + 12 s \| \| 4e \| Emma Johansson \| Suède \| Orica-AIS \| + 12 s \| \| 5e \| Sara Mustonen \| Suède \| Faren-Let's Go Finland \| + 12 s \| \| 6e \| Marta Tagliaferro \| Italie \| MCipollini-Giordana \| + 12 s \| \| 7e \| Marta Bastianelli \| Italie \| Faren-Let's Go Finland \| + 12 s \| \| 8e \| Kim de Baat \| Pays-Bas \| Boels Dolmans \| + 12 s \| \| 9e \| Oxana Kozonchuk \| Russie \| RusVelo \| + 12 s \| \| 10e \| Julia Martisova \| Russie \| Chirio Forno d'Asolo \| + 12 s \| |                    |          |                        |                 |
| |                    |          |                        |                 |
| Source : Cycling Quotient |                    |          |                        |                 |
| Classement général |                    |          |                        |                 |
| Coureuse | Coureuse           | Pays     | Équipe                 | Temps           |
| 1re | Tetyana Riabchenko | Ukraine  | Chirio Forno d'Asolo   | 3 h 04 min 17 s |
| 2e | Giorgia Bronzini   | Italie   | Wiggle Honda           | + 12 s          |
| 3e | Amy Pieters        | Pays-Bas | Skil-Argos             | + 12 s          |
| 4e | Emma Johansson     | Suède    | Orica-AIS              | + 12 s          |
| 5e | Sara Mustonen      | Suède    | Faren-Let's Go Finland | + 12 s          |
| 6e | Marta Tagliaferro  | Italie   | MCipollini-Giordana    | + 12 s          |
| 7e | Marta Bastianelli  | Italie   | Faren-Let's Go Finland | + 12 s          |
| 8e | Kim de Baat        | Pays-Bas | Boels Dolmans          | + 12 s          |
| 9e | Oxana Kozonchuk    | Russie   | RusVelo                | + 12 s          |
| 10e | Julia Martisova    | Russie   | Chirio Forno d'Asolo   | + 12 s          |

### Points attribués
| Position           | 1er | 2e | 3e | 4e | 5e | 6e | 7e | 8e | 9e | 10e | 11e | 12e | 13e | 14e | 15e | 16e | 17e | 18e |
| Classement général | 100 | 75 | 55 | 45 | 38 | 32 | 26 | 22 | 18 | 15  | 12  | 10  | 8   | 6   | 4   | 3   | 2   | 1   |